# Kuczera

Herb

Kuczera – herb szlachecki.

## Opis herbu
Na tarczy czterodzielnej, w polach I i IV złotych – łapa krucza czarna, trzymająca w szponie winne grono czerwone na gałązce z dwoma listkami zielonymi; w II i III czerwonych – połukoń w prawo srebrny. W klejnocie I łapa krucza jak na tarczy, w II - połukoń srebrny. Labry I czarne podbite złotem, II czerwone srebrem.

## Najwcześniejsze wzmianki
Nadany w 1778 w Galicji Franciszkowi Kuczerze, wraz z II stopniem szlachectwa (tytuł "Ritter") i predykatem "von Traubenthal".

## Herbowni
Kuczera Ritter von Traubenthal